# Кішор Кумар
Кішо́р Кума́р (гінді — किशोर कुमार; бенґалі — কিশোর কুমার) (4 серпня 1929 — 13 жовтня 1987) — індійський закадровий співак і комічний актор. Також він відзначився як поет, композитор, продюсер, режисер та сценарист. Молодший брат акторів Ашока та Анупа Кумарів.
Кішор Кумар співав численними мовами Індії, серед яких гінді, бенґалі (його рідна мова), маратхі, асамська, ґуджараті, каннада, бходжпурі, малаялам та орія. Поряд з Мукешем та Мохамедом Рафі він був одним з трьох найкращих закадрових співаків у період з 1950-х до 1970-х. Він отримав нагород «Filmfare Awards» за найкращого закадрового співака більше, ніж будь-хто інший.
| Гітара | Це незавершена стаття про співака. Ви можете допомогти проєкту, виправивши або дописавши її. |

| Кінематографіст | Це незавершена стаття про кінематографіста чи кінематографістку. Ви можете допомогти проєкту, виправивши або дописавши її. |